# Gebietseigenes Saatgut
Als Gebietseigenes Saat- und Pflanzgut bezeichnet man das Saat- und Pflanzgut von krautigen Arten, welche als gebietseigen gelten. Zum Teil werden die Begriffe „autochthones Saatgut“ und „Regiosaatgut“ synonym verwendet. Das Wort autochthon (altgriechisch Αὐτόχθων) kann mit „an Ort und Stelle entstanden“ übersetzt werden. Als gebietseigen werden einheimische Pflanzen in einem bestimmten Naturraum definiert, die sich über einen langen Zeitraum in vielfacher Generationenfolge vermehrt haben. Eine genetische Differenzierung und eine lokale Anpassung sind die Folge dieses Entwicklungsprozesses.
Der Einsatz von gebietseigenem Saat- und Pflanzgut dient dem Erhalt und dem Schutz der biologischen Vielfalt und des natürlichen Artenspektrums einer Region. Gebietseigenes Wildpflanzensaatgut wird beispielsweise bei der Neuanlage von Biotopen, bei Renaturierungsmaßnahmen, bei Begrünungsmaßnahmen von Straßenbauvorhaben und im Rahmen von Flurneuordnungsverfahren, aber auch in naturnahen Gärten und Parkanlagen sowie bei Dachbegrünungen ausgebracht.
In Deutschland darf seit dem 2. März 2020 in der „freien Natur“ nur gebietseigenes Saat- und Pflanzgut ausgebracht werden, wobei der Anbau in der Land- und Forstwirtschaft von dieser Regelung ausgenommen ist.

## Lokales Saat- und Pflanzgut
Zur Gewinnung von lokalem Saat- oder Pflanzgut werden mittels geeigneter Verfahren (z.B.Heudruschsaat, Heumulchsaat, Heublumensaat und Ökotypensaat) entsprechend geeignete Spenderflächen beerntet. Das gewonnene Material wird dann auf der Zielfläche ausgebracht. Als Gebietskulisse um zu entscheiden, ob Saatgut noch als „lokal“ gilt, kann die Unterteilung Deutschlands in 502 „natürliche Haupteinheiten“ (nach Meynen & Schmithüsen 1953–1962) zugrunde gelegt werden. Lokales Saat- und Pflanzgut sollte vorrangig für aus Naturschutzsicht höherwertige Flächen genutzt werden.

## Regionales Saat- und Pflanzgut
Zur Produktion von regionalem Saat- und Pflanzgut wird das Ausgangssaatgut der zu vermehrenden Arten einzeln in geeigneten Gebieten gesammelt. Anschließend wird es über maximal fünf Generationen auf dem Acker angebaut und vermehrt. Als Gebietskulisse für die kommerzielle Produktion und den Verkauf von Saat- und Pflanzgut wurde eine Einteilung Deutschlands in 22 Ursprungsgebiete (= Vorkommensgebiete) festgelegt, die im Rahmen eines Forschungsvorhabens ermittelt wurde.

Darstellung der 22 Ursprungsgebiete für gebietseigenes Saat- und Pflanzgut krautiger Arten in Deutschland

Es gilt die Gliederung Deutschlands in folgende 22 Vorkommensgebiete:
1. Nordwestdeutsches Tiefland
2. Westdeutsches Tiefland mit Unterem Weserbergland
3. Nordostdeutsches Tiefland
4. Ostdeutsches Tiefland
5. Mitteldeutsches Tief- und Hügelland
6. Oberes Weser- und Leinebergland mit Harz
7. Rheinisches Bergland
8. Erz- und Elbsandsteingebirge
9. Oberrheingraben mit Saarpfälzer Bergland
10. Schwarzwald
11. Südwestdeutsches Bergland
12. Fränkisches Hügelland
13. Schwäbische Alb
14. Fränkische Alb
15. Thüringer Wald, Fichtelgebirge und Vogtland
16. Unterbayerische Hügel- und Plattenregion
17. Südliches Alpenvorland
18. Alpen
19. Bayerischer und Oberpfälzer Wald
20. Sächsisches Löß- und Hügelland
21. Hessisches Bergland
22. Uckermark mit Odertal

Diese Untergliederung wurde im Rahmen eines Forschungsprojektes entwickelt und fand auch Eingang in die Erhaltungsmischungsverordnung.

## Subregionales Saat- und Pflanzgut
Als subregional einsetzbar bezeichnet man Saat- und Pflanzgut von Herkünften, die im Unterschied zu regionalem Saat- und Pflanzgut nur innerhalb eines Teilgebietes eines Ursprungsgebietes natürlich vorkommen. Für subregionales Saat- und Pflanzgut stellen die 22 Ursprungsgebiete also eine Mindestgebietskulisse dar. Subregionale Herkünfte finden Verwendung, weil sie z. B. aufgrund ihrer ökologischen Bedeutung in einer zielortspezifischen Mischung enthalten sein sollen. Subregional einsetzbares Saat- und Pflanzgut lässt sich im Unterschied zu regionalem Saat- und Pflanzgut nur in dem Teilgebiet (des zugehörigen Ursprungsgebietes) einsetzen, in dem die entsprechenden Arten natürlich vorkommen und aus dem das Saat- und Pflanzgut ursprünglich stammt.

## Zertifizierung
Derzeit existieren zwei verschiedene private Zertifizierungssysteme für gebietseigenes Saatgut, das System VWW-REGIOSAATEN des Verbandes deutscher Wildsamen- und Wildpflanzenproduzenten e.V. sowie das System RegioZert® des Bundesverbands Deutscher Pflanzenzüchter – AG Regiosaatgut.